# One Story
One Story — литературный журнал, который выходит 12 раз в год, каждый номер содержит один рассказ. Журнал был основан в 2002 году писательницами Ханной Тинти и Марибет Батча.